# Mauquenchy
Mauquenchy és un municipi francès situat al departament del Sena Marítim i a la regió de Normandia. L'any 2007 tenia 309 habitants.

## Demografia

### Població
El 2007 la població de fet de Mauquenchy era de 309 persones. Hi havia 115 famílies de les quals 28 eren unipersonals (16 homes vivint sols i 12 dones vivint soles), 28 parelles sense fills, 39 parelles amb fills i 20 famílies monoparentals amb fills.
La població ha evolucionat segons el següent gràfic:
Habitants censats

### Habitatges
El 2007 hi havia 134 habitatges, 116 eren l'habitatge principal de la família, 14 eren segones residències i 4 estaven desocupats. 130 eren cases i 2 eren apartaments. Dels 116 habitatges principals, 98 estaven ocupats pels seus propietaris, 13 estaven llogats i ocupats pels llogaters i 5 estaven cedits a títol gratuït; 1 tenia una cambra, 6 en tenien dues, 12 en tenien tres, 18 en tenien quatre i 79 en tenien cinc o més. 95 habitatges disposaven pel capbaix d'una plaça de pàrquing. A 46 habitatges hi havia un automòbil i a 65 n'hi havia dos o més.

### Piràmide de població
La piràmide de població per edats i sexe el 2009 era:
| Homes | Edats   | Dones |
| ----- | ------- | ----- |
| 4     | 95 o +  | 0     |
| 0     | 90 a 94 | 0     |
| 0     | 85 a 89 | 0     |
| 0     | 80 a 84 | 0     |
| 0     | 75 a 79 | 0     |
| 4     | 70 a 74 | 4     |
| 12    | 65 a 69 | 12    |
| 0     | 60 a 64 | 16    |
| 12    | 55 a 59 | 8     |
| 20    | 50 a 54 | 20    |
| 8     | 45 a 49 | 12    |
| 4     | 40 a 44 | 4     |
| 16    | 35 a 39 | 4     |
| 8     | 30 a 34 | 4     |
| 16    | 25 a 29 | 12    |
| 8     | 20 a 24 | 8     |
| 4     | 15 a 19 | 4     |
| 8     | 10 a 14 | 8     |
| 8     | 5 a 9   | 4     |
| 8     | 0 a 4   | 12    |

## Economia
El 2007 la població en edat de treballar era de 205 persones, 143 eren actives i 62 eren inactives. De les 143 persones actives 131 estaven ocupades (80 homes i 51 dones) i 12 estaven aturades (6 homes i 6 dones). De les 62 persones inactives 25 estaven jubilades, 23 estaven estudiant i 14 estaven classificades com a «altres inactius».

### Ingressos
El 2009 a Mauquenchy hi havia 124 unitats fiscals que integraven 330,5 persones, la mediana anual d'ingressos fiscals per persona era de 16.637 €.

### Activitats econòmiques
Dels 6 establiments que hi havia el 2007, 1 era d'una empresa de construcció, 2 d'empreses de comerç i reparació d'automòbils, 1 d'una empresa de transport i 2 d'empreses de serveis.
L'únic servei als particulars que hi havia el 2009 era una empresa de construcció.
L'any 2000 a Mauquenchy hi havia 23 explotacions agrícoles que ocupaven un total de 876 hectàrees.

## Equipaments sanitaris i escolars
El 2009 hi havia una escola maternal integrada dins d'un grup escolar amb les comunes properes formant una escola dispersa.

## Poblacions més properes
El següent diagrama mostra les poblacions més properes.